# المحقق كونان: رسالة الحب القرمزية
المحقق كونان: رسالة الحب القرمزية (名探偵コナン から紅の恋歌 Meitantei Konan: Kara Kurenai no Raburetā) هو فيلم أنيمايشن تم إنتاجه في عام 2017 من تأليف الياباني غوشو أوياما، وهو الفلم الحادي والعشرون من سلسلة أفلام أنمي المحقق كونان المقتبسة من أنمي المحقق كونان، تابعاً للفيلم العشرين من سلسلة أفلام أنمي المحقق كونان والذي عُرضَ في عام 2016 تحت عنوان الكابوس الأشد سوادا. والذي عرض في السينما اليابانية في 15 أبريل 2017. وقد تم دبلجته بإسم لغز الرسائل القرمزية من قبل مركز الزهرة للدوبلاج عبر منصة سبيس تون غو 24 يوليو 2020

## القصة
تبدأ القصة مع موميجي أوكا وهي طالبة في السنة الثانية بمدرسة كيوتو الثانوية، وهي بطلة في لعبة الورقة المعروفة باسم الهياكونين إيشو. وتدعي أنها صديقة هيجي هاتوري وأنها ستكون زوجته المستقبلية. وأثناء تواجد هيجي هاتوري مع صديقة طفولته كازوها توياما في مدينة أوساكا، يستهدف مبنى تلفزيون نيشييوري بقنبلة، لكن لحسن الحظ يقوم كونان إدوغاوا بإنقاذهم. وفي نفس الوقت يقتل شخص يلبس زي ثانوية كيوتو في طرف المدينة كيوتو.

## العاملون على الفيلم
- إخراج: كوبون شيزونو.[8]
- كتابة: تاكيهارو ساكوراي.[8]
- موسيقى: كاتسو أونو.[8]
- إنتاج: شوغاكوكان ، يوميوري تي في، نيبون، شوبرو، توهو ، تي إم إس أينترتاينمنت.[8]
- توزيع: توهو.[8]

## وصلات خارجية
- المحقق كونان: رسالة الحب القرمزية على موقع IMDb (الإنجليزية)
- المحقق كونان: رسالة الحب القرمزية على موقع قاعدة بيانات الفيلم (الإنجليزية)
- المحقق كونان: رسالة الحب القرمزية على موقع ليتربوكسد (الإنجليزية)
- المحقق كونان: رسالة الحب القرمزية على موقع كينوبويسك (الروسية)
- المحقق كونان: رسالة الحب القرمزية على موقع ANN anime (الإنجليزية)
- الموقع الرسمي لفيلم المحقق كونان: رسالة الحب القرمزية

## الملاحظات والمراجع
الملاحظات
المراجع
1. 1 2  "21st Detective Conan Film Features Heiji Hattori, Kazuha Toyama". شبكة أخبار الأنمي. 25 نوفمبر 2016. مؤرشف من الأصل في 2018-07-06. اطلع عليه بتاريخ 2016-11-28.
2. ↑  Top 10 Grossing Domestic Japanese, Foreign Films of 2017 Listed - News - Anime News Network نسخة محفوظة 7 يونيو 2019 على موقع واي باك مشين.
3. ↑  "Detective Conan: Crimson Love Letter Box Office Mojo Listing". بوكس أوفيس موجو. 4 مايو 2017. مؤرشف من الأصل في 2018-07-19. اطلع عليه بتاريخ 2017-06-11.
4. ↑  21st Detective Conan Film Features Heiji Hattori, Kazuha Toyama - News - Anime News Network نسخة محفوظة 10 ديسمبر 2017 على موقع واي باك مشين.
5. ↑  Crunchyroll - 21st "Detective Conan" Movie Gets Title, Release Date نسخة محفوظة 09 أغسطس 2017 على موقع واي باك مشين.
6. ↑  الإعلان عن الفلم 21 من المحقق كونان و قصة الحب في أوساكا | Anime Update نسخة محفوظة 04 نوفمبر 2017 على موقع واي باك مشين.
7. ↑  https://www.facebook.com/detectiveconanalqemmah/posts/1354515814581370:0 نسخة محفوظة 2020-11-18 على موقع واي باك مشين.
8. 1 2 3 4 5  "فيديو: ثاني عرض ترويجي لفيلم "المحقق كونان" الحادي والعشرون". كرانشي رول. مؤرشف من الأصل في 2018-07-19. اطلع عليه بتاريخ 2017-3-14.